# Landeskommando Saarland
Das Landeskommando Saarland (LKdo SL) ist seit dem Jahr 2007 die oberste territoriale Kommandobehörde der Bundeswehr in diesem Land. Es ist dem Operativen Führungskommando der Bundeswehr in Berlin unterstellt und primärer Ansprechpartner der saarländischen Landesregierung im Rahmen der Zivil-Militärischen Zusammenarbeit. Bis Januar 2013 war es dem Wehrbereichskommando III, von Februar 2013 bis September 2022 dem Kommando Territoriale Aufgaben der Bundeswehr und von Oktober 2022 bis März 2025 dem Territorialen Führungskommando der Bundeswehr unterstellt. Traditionell ist eine enge Verbindung zum Fallschirmjägerregiment 26, unterstellt der Luftlandebrigade 1 bzw. deren Vorgängerverbänden „Saarlandbrigade“ gegeben, welche mit Abstand der größte Truppenteil im Aufgabenbereich ist. Daher befindet sich der Sitz des Landeskommandos nicht wie in allen anderen Ländern in der Landeshauptstadt, sondern in Saarlouis. Die fachliche Ausbildung des Personals erfolgt weitgehend über das Kommando Zivil-Militärische Zusammenarbeit (KdoZMZBw).

## Auftrag
Das Kommando mit Sitz in der Graf-Werder-Kaserne in Saarlouis hat folgende Aufträge:
- Das Landeskommando ist der erste Ansprechpartner und führt die sechs Kreisverbindungskommandos in den jeweiligen Landratsämtern bzw. Stadtverwaltungen, welche ausschließlich mit Reservisten besetzt sind und dort ihre zivilen Gegenüber beraten. Dies dient der Planung, Vorbereitung und Koordination von Amts- und Katastrophenhilfe.
- Es fasst Unterstützungsanforderungen zusammen, bewertet diese und legt sie aufbereitet dem Operativen Führungskommando der Bundeswehr vor.
- Es bereitet die Aufnahme und den Einsatz der Bundeswehrkräfte in Abstimmung mit dem verantwortlichen zivilen Katastrophenschutzstab vor und koordiniert deren Einsatz nach den Vorgaben und Prioritäten der zivilen Seite und verfügt so über ein militärisches Lagebild der eingesetzten und noch verfügbaren Bundeswehrkräfte.
- Koordination von Host Nation Support, gemäß NATO-Truppenstatut im Land.
- Koordination der Informationsarbeit der Bundeswehr der einzelnen Teilstreitkräfte (TSK) und Organisationsbereiche, sowie der Wehrverwaltungen und des Bereiches Rüstung im Land.
- Beratung der übenden Truppe in landesspezifischen Umweltschutzfragen.

## Wappen
Das interne Verbandsabzeichen des Landeskommandos zeigt in der oberen linken Flanke den Löwen der Grafschaft Saarbrücken, in der unteren rechten Flanke das Eiserne Kreuz, als Symbol der Bundeswehr. Diagonal verläuft eine blaue Linie als Symbol für die Saar auf grün verlaufenden Hintergrund.